# Бар-ле-Бюзанси
Бар-ле-Бюзанси́ (фр. Bar-lès-Buzancy) — коммуна во Франции, находится в регионе Шампань — Арденны. Департамент коммуны — Арденны. Входит в состав кантона Бюзанси. Округ коммуны — Вузье.
Код INSEE коммуны — 08049.
Коммуна расположена приблизительно в 200 км к востоку от Парижа, в 70 км северо-восточнее Шалон-ан-Шампани, в 45 км к юго-востоку от Шарлевиль-Мезьера.

## Население
Население коммуны на 2008 год составляло 111 человек.
| 1962 | 1968 | 1975 | 1982 | 1990 | 1999 | 2008 |
| ---- | ---- | ---- | ---- | ---- | ---- | ---- |
| 135  | 137  | 116  | 126  | 121  | 98   | 111  |

## Администрация
| Период | Период | Фамилия         | Партия | Должность |
| ------ | ------ | --------------- | ------ | --------- |
| 1965   | 2001   | Жан Потрон      |        |           |
| 2001   | 2008   | Мишель Персебуа |        |           |
| 2008   |        | Франс Потрон    |        |           |

## Экономика

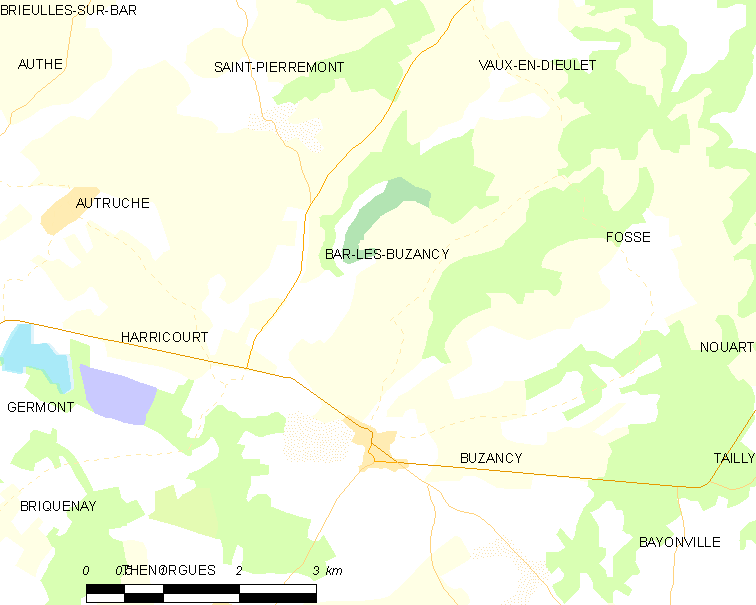
Карта коммуны

В 2007 году среди 63 человек в трудоспособном возрасте (15—64 лет) 44 были экономически активными, 19 — неактивными (показатель активности — 69,8 %, в 1999 году было 63,6 %). Из 44 активных работали 40 человек (20 мужчин и 20 женщин), безработных было 4 (2 мужчин и 2 женщины). Среди 19 неактивных 5 человек были учениками или студентами, 9 — пенсионерами, 5 были неактивными по другим причинам.